# Spechtdarwinfink
Der Spechtdarwinfink (Camarhynchus pallidus), auch Spechtfink oder Werkzeugbaumfink genannt, ist mit einer Körperlänge von 12 bis 15 Zentimetern ein mittelgroßer Vertreter der Familie der Tangaren. Das Gewicht der Einzelvögel beträgt ca. 30 Gramm.

## Beschreibung

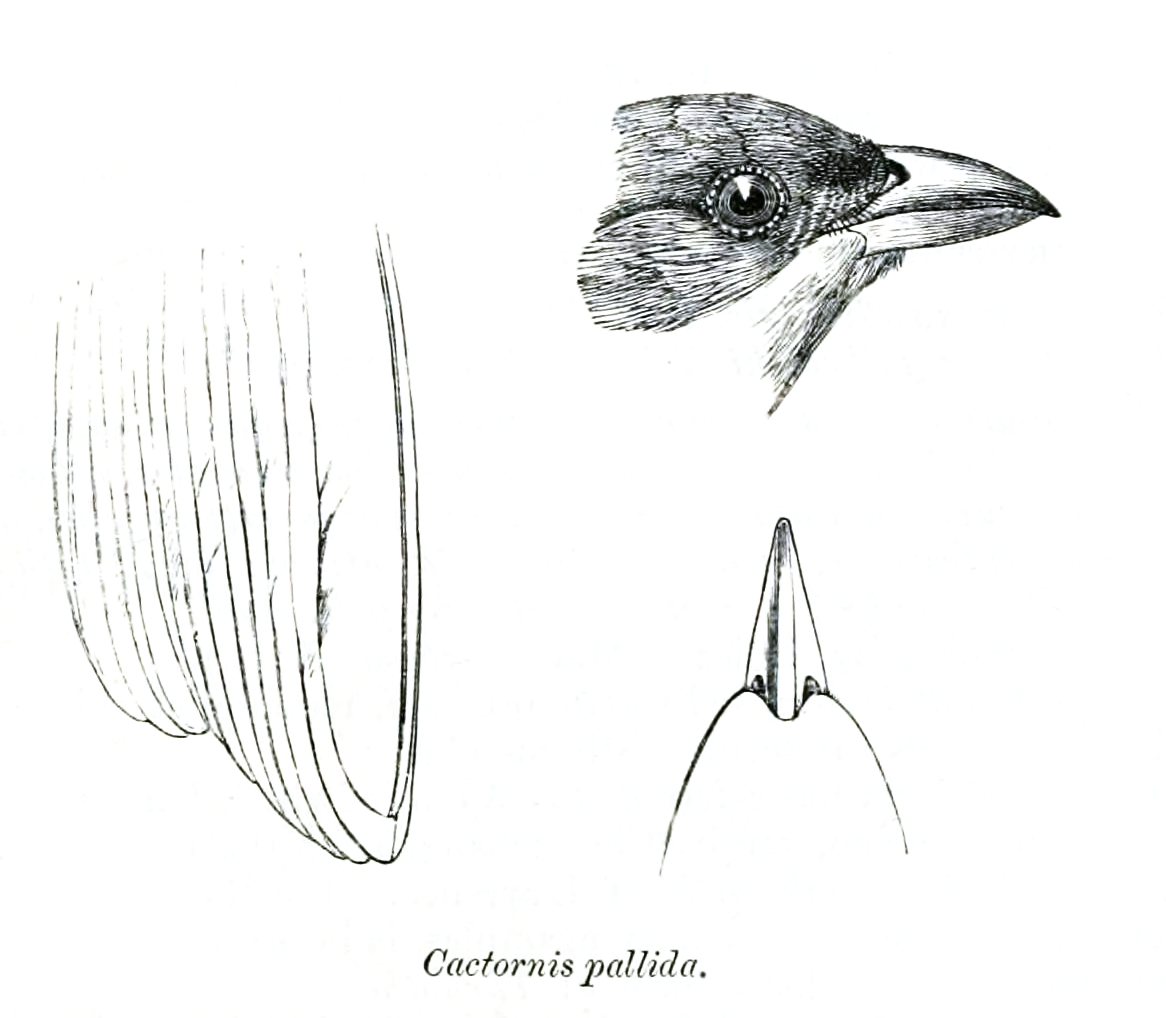
Zeichnung des Spechtdarwinfinks, veröffentlicht 1871 von der Proceedings of the Zoological Society of London

Die Vögel besitzen ein hellbraunes Rückengefieder, die Flügel sind dunkelbraun. Der dünne Schnabel und die Beine sind schwarz. Das Gefieder am Bauch und an der Kehle ist weiß. Über den Augen tragen sie einen dünnen weißen Streifen. Der Schwanz ist braun.

## Verbreitung und Lebensraum

Verbreitungsgebiet (grün) auf den Galapagosinseln

Der Spechtdarwinfink kommt nur auf den Inseln des Galapagosarchipels vor. Dort bewohnt er die Wälder und Graslandschaften, kommt aber auch in spärlich bewachsenen Trockengebieten vor.

## Lebensweise
Diese Vögel ernähren sich von wirbellosen Tieren wie Insekten und deren Maden, die sie mit Hilfe von Kaktusstacheln oder dünnen Zweigen unter der Rinde oder aus Ritzen hervorpulen, wenn sie sie nicht mit ihrem spitzen Schnabel erreichen. Gelegentlich fressen sie auch Früchte. Der Gesang besteht aus zwei verschiedenen Lauten, einem hohen in der Tonlage abfallenden Triller oder schnellen 7 bis 8 gleichlauten Tönen.

## Fortpflanzung
Das Männchen hilft dem Weibchen beim Nestbau. Das Brutgeschäft übernimmt das Weibchen allein. In das Nest, einen offenen Napf, legt das Weibchen 1–5 blasse Eier mit braunem Tupfen. Bei der Versorgung der Jungen wird es vom Männchen unterstützt. Die Brutdauer beträgt 12 Tage, danach verbleiben die Jungen noch bis zu 2 Wochen im Nest.

## Gefährdung und Schutzmaßnahmen
Aufgrund von Verringerung ihres Bestandes um ca. ein Drittel stuft die IUCN diese Art als (Vulnerable) gefährdet ein. Auf den Inseln San Cristóbal und Floreana ist sie bereits ausgestorben. Zum Schutz der Art existiert ein Monitoring-Programm. Des Weiteren werden eingeschleppte invasive Arten bekämpft.